# Battaglia navale (singolo)
Battaglia navale è un singolo del cantante italiano Lorenzo Fragola, pubblicato il 30 marzo 2018 come secondo estratto dal terzo album in studio Bengala.

## Tracce
Testi di Lorenzo Fragola, musiche di Lorenzo Fragola e Mace.
1. Battaglia navale – 3:20